# Escalas numéricas larga y corta
Las escalas numéricas larga y corta son dos sistemas numéricos diferentes para la nomenclatura de valores superiores al millón:
- La Escala larga se refiere a un sistema de nombres numéricos creado en el siglo XV por el matemático francés Nicolas Chuquet. Está basada en potencias de 1 millón, de tal forma que 1 billón = 1 millón2 . Se utiliza en Europa continental y en la América hispanohablante, entre otros.
- La Escala corta se refiere a la escala en la que cada nuevo término es mil veces mayor que el término anterior. En este sistema estadounidense, el término billion (inglés) representa mil millones o también conocido un millardo (109), y que es frecuente confundirlo con el billón hispanohablante que representa un millón de millones (1012). Es el sistema adoptado por los Estados Unidos, principalmente, y otros países anglohablantes. Por su parte, en el Reino Unido siempre se ha utilizado la escala larga, aunque actualmente la escala corta se emplea en los medios de comunicación masivos.